# Edenred
Edenred ist ein börsennotiertes Unternehmen mit Sitz in Issy-les-Moulineaux bei Paris, das sich auf Transaktionslösungen spezialisiert hat. 
Mit rund 12.000 Mitarbeitern ist das Unternehmen in 45 Ländern vertreten und erwirtschaftete im Geschäftsjahr 2023 einen Umsatz von 2,5 Milliarden Euro.

## Geschichte
Bereits seit Ende des Zweiten Weltkriegs konnten britische Arbeitgeber, anstatt eigene Kantinen zu betreiben, ihren Angestellten mit Gutscheinen einen steuervergünstigten Zuschuss zum Mittagessen in örtlichen Restaurants geben. John Hack gründete 1955 die Firma Luncheon Vouchers Company, die für ganz Großbritannien gültige Gutscheine ausgab und abrechnete.
Jacques Borel führte 1962 mit der Marke Ticket Restaurant auf dem französischen Markt ein ähnliches Konzept ein. Ein 1967 erlassenes französisches Regierungsdekret erkannte den Essensgutschein offiziell als Arbeitnehmervergünstigung an.
Aufgrund des Erfolges wurde das Konzept ab 1976 auch außerhalb Frankreichs eingeführt, ab 1998 unter dem Namen Accor Services. 1974 kam Edenred mit Ticket Restaurant auf den deutschen Markt. 1982 übernahm Accor die Luncheon Vouchers Company.
Im Rahmen der Aufspaltung der Accor-Unternehmensgruppe in die Sparten Hotellerie und Prepaid-Services wurde Accor Services im Juni 2010 zu Edenred. Anfang Juli 2010 wurde die Edenred Group an der Börse in Paris notiert. Jacques Stern wurde zum Chairman und Chief Executive Officer (CEO) ernannt.
Seit der Trennung von Accor im Juni 2010 ist die Edenred Group unabhängig.
Die Edenred Group startete im April 2014 in Frankreich die digitale Ticket-Restaurant-Karte. 2019 wurden 78 Prozent des weltweiten Geschäftsvolumens der Edenred Group aus digitalen Lösungen generiert. Im Oktober 2015 löste Bertrand Dumazy Jacques Stern als Chairman und CEO ab.
2015 ging die Edenred Group eine Partnerschaft mit Daimler in Brasilien ein und erwarb 34 Prozent der Anteile an UTA, einem Tankkartenanbieter in Deutschland. 2017 erhöhte sie die Anteile auf 85 Prozent. Ende Mai 2016 hat die Edenred Group die Übernahme von Embratec, einem anderen Anbieter von Tankkarten in Brasilien abgeschlossen und damit seine Marktposition in diesem Segment weiter ausgebaut.
2021 wurde Edenred von einer S.A. in eine Europäische Gesellschaft (SE) umgewandelt.
Im Mai 2023 erwarb Edenred das britische Unternehmen Reward Gateway für 1,3 Milliarden Euro.

## Produkte
Edenred ist ein großer Anbieter von Verpflegungsgutscheinen. Das Unternehmen bietet Papiergutscheine, digitale und appbasierte Lösungen an. So ist beispielsweise seit 2016 Apple Pay möglich. Edenred bietet zweckgebundene Zahlungslösungen für Lebensmittel (z. B. Essensgutscheine), Mobilität (z. B. für die Bereiche Multi-Energie, Wartung, Maut- und Parkgebühren, Pendlerlösungen), Prämien (z. B. Geschenkgutscheine, Plattformen für Mitarbeiterengagement) und Firmenzahlungen (z. B. virtuelle Karten). Diese Leistungen werden von Arbeitgebern in der Regel als steuerbegünstigter Sachbezug für Mitarbeiter genutzt. Eigenen Angaben zufolge nutzen weltweit rund 60 Millionen Arbeitnehmer, ca. eine Million Arbeitgeber und etwa zwei Millionen Akzeptanzstellen das Netzwerk des Unternehmens.
Die Produkte können in drei Bereiche gegliedert werden, wobei das Angebot von Land zu Land unterschiedlich ist:
- Freiwillige Lohnnebenleistungen für Mitarbeiter: Dieser Bereich wurde ursprünglich konzipiert, um das Mittagessen der Mitarbeiter zu bezuschussen (Ticket-Restaurant). Seit Dezember 2018 können alle Nutzer der Ticket-Restaurant-Karte mit Apple Pay bezahlen. Im Laufe der Jahre wurde das Angebot ausgeweitet auf weitere Verwendungsbereiche, wie z. B. die Zuzahlung von Lebensmitteln für Mitarbeiter und ihre Familien, Zuzahlungen für Pendler, Gutscheinkarten bzgl. Kultur und Kinderbetreuung.[15]
- Flotten- und Mobilitätslösungen: Diese dienen vor allem der Verwaltung von Mitarbeiterkosten. Angeboten werden Karten zur Kostenoptimierung von Fahrzeugflotten, Tankkarten, Maut und Wartung oder Reisekosten individueller Mitarbeiter.[16]
- Sonstiges: Hierzu gehören Bezahldienste für Leistungen und Zahlungsverkehr zwischen Unternehmen, Systeme für Prämien und Lösungen für die Verteilung von Fördermitteln öffentlicher Leistungsträger.[17]

2024 vereinte das Unternehmen drei bisherige Sparten unter neuem und einheitlichem Markennamen: Aus Ticket Restaurant wurde Edenred Restaurant, aus Ticket Service wurde Edenred Lebensmittel und aus Ticket Compliments wurde Edenred Geschenk.

## Unternehmen

### Edenred Deutschland
Die Edenred Deutschland GmbH beschäftigt rund 180 Mitarbeiter am Hauptsitz in München sowie an den Standorten Berlin, Hamburg und Wiesbaden. Mit mehr als 54.000 Kunden und ca. 1,8 Millionen Nutzern ist Edenred in Deutschland der führende Anbieter von Gutscheinen und Gutscheinkarten für Mitarbeiter und Kunden. Edenred hat jährlich bis zu 7,5 Millionen Kartentransaktionen in seinem Netzwerk zwischen Kartennutzern und Händlern.
Edenred Deutschland ist Mitglied im Branchenverband Prepaid Verband Deutschland e. V. (PVD). Im Frühjahr 2021 schloss sich Edenred Deutschland mit der Benefit-Management-Plattform von Belonio zusammen.
Seit 25. Juni 2024 führt Nicole Mantow die Geschäfte von Edenred Deutschland. Als Managing Director löst sie Christian Aubry nach 20 Jahren Führung ab.

### Edenred Österreich
Die Edenred Austria GmbH mit Sitz in Wien wurde 1993 gegründet und betreut in Österreich rund 3.000 Firmenkunden und Behörden. Etwa 300.000 Arbeitnehmer können mit den Guthabenkarten österreichweit ca. 20.000 Einlösestellen nutzen.
Seit April 2021 ist Christoph Monschein General Manager von Edenred Österreich.